# Canton de Vabre
Le canton de Vabre est un ancien canton français situé dans le département du Tarn et la région Midi-Pyrénées.

## Géographie
Ce canton était organisé autour de Vabre dans l'arrondissement de Castres. Son altitude variait de 274 m (Vabre) à 931 m (Saint-Salvi-de-Carcavès) pour une altitude moyenne de 543 m.

## Histoire
Par ordonnance royale du 29 décembre 1819 la commune de Castelnau est distraite du canton de Vabre et réunie au canton de Brassac

## Communes
Le canton de Vabre comprenait 6 communes et comptait 2 275 habitants (population municipale) au 1er janvier 2010.
| Nom                     | Code Insee | Intercommunalité                                            | Superficie (km2) | Population (dernière pop. légale) | Densité (hab./km2) |
| ----------------------- | ---------- | ----------------------------------------------------------- | ---------------- | --------------------------------- | ------------------ |
| Vabre (chef-lieu)       | 81305      | CC Sidobre Vals et Plateaux                                 | 28,43            | 801 (2014)                        | 28                 |
| Ferrières               | 81091      | CC des Vals et Plateaux des Monts de Lacaune                | 11,85            | 134 (2013)                        | 11                 |
| Lacaze                  | 81125      | CC Sidobre Vals et Plateaux                                 | 46,16            | 296 (2014)                        | 6,4                |
| Le Masnau-Massuguiès    | 81158      | CC Sidobre Vals et Plateaux                                 | 47,63            | 276 (2014)                        | 5,8                |
| Saint-Pierre-de-Trivisy | 81267      | CC Sidobre Vals et Plateaux                                 | 36,09            | 634 (2014)                        | 18                 |
| Saint-Salvi-de-Carcavès | 81268      | CC des Monts de Lacaune et de la Montagne du Haut Languedoc | 10,96            | 75 (2014)                         | 6,8                |

## Représentation

### Conseillers généraux de 1833 à 2015
| Période      | Période           | Identité                                                  | Étiquette           | Qualité |
| ------------ | ----------------- | --------------------------------------------------------- | ------------------- | --- |
| 1833         | 1848              | Paul Loup                                                 |                     | Négociant, maire de Vabre |
| 1848         | 1852              | Pierre Fontainilles                                       |                     | Médecin à Vabre |
| 1852         | 1858 (décès)      | Julien Loup (1803-1858)                                   |                     | Propriétaire, manufacturier à Vabre |
| 1858         | 1863 (annulation) | Edmond de Carayon-Latour                                  | Majorité dynastique | Ancien officier de dragons Député (1846-1849 et 1852-1863) Propriétaire au Fagel |
| 1863         | 1870              | Édouard Bru                                               |                     | Filateur, propriétaire, maire de Vabre |
| 1870         | 1871              | Charles Pradel                                            |                     | Propriétaireà Vabre |
| 1871         | 1877              | David Loup                                                | Républicain         | Propriétaire - Maire de Vabre (1871-1884) |
| 1877         | 1884 (décès)      | Édouard Bru                                               | Droite              | Propriétaire à Vabre |
| 1884         | 1889              | François Jules Fuzier                                     | Républicain         | Manufacturier, docteur en médecine Maire de Vabre (1884-1890), suppléant du juge de paix |
| 1889         | 1895              | Henri de Carayon-Latour (fils d'Edmond de Carayon-Latour) | Droite              | Propriétaire à Lacaze |
| 1895         | 1899 (décès)      | Chéri Azaïs                                               | Républicain         | Propriétaire - Maire de Ferrières (1871-1899) |
| 1899         | 1913              | Albert Loup                                               | Républicain         | Propriétaire à Vabre |
| 1913         | 1940              | Albert Faure (1871-1957)                                  | Rad.                | Industriel (fabricant de tissus) à Vabre Maire de Vabre (1906-1913) |
|              |                   |                                                           |                     | |
| 1945         | 1957 (décès)      | Albert Faure                                              | Rad.                | Industriel à Vabre Maire de Vabre (1906-1913) |
| 1957         | 1969 (décès)      | Maurice Faure (fils du précédent, 1917-1969)              | Rad.                | Industriel |
| 29 juin 1969 | 1988              | Paul Faure (frère du précédent, 1913-2011)                | Rad.-UDF            | Industriel dans le textile à Vabre |
| 1988         | 1994              | Jean-Marie Arnaud                                         | RPR                 | Médecin - Maire de Vabre de 1971 à 1995 |
| 1994         | 2008              | Philippe Folliot                                          | RPF puis AC         | Directeur d'un organisme de financement du logement social Député (2002-2020) Maire de Saint-Pierre-de-Trivisy de 1989 à 2000 Conseiller régional de 1998 à 2002 Conseiller municipal de Castres (2008-2014) Elu en 2015 dans le Canton des Hautes Terres d'Oc |
| 2008         | 2015              | Jacques Pagès                                             | DVG                 | Infirmier libéral Maire de Vabre de 1995 à 2008 |

### Conseillers d'arrondissement (de 1833 à 1940)
| Période                                  | Période      | Identité                                         | Étiquette   | Qualité |
| ---------------------------------------- | ------------ | ------------------------------------------------ | ----------- | --- |
| 1833                                     | 18..         | Jean Pierre Martin                               |             | Juge de paix à Vabre                                                                                        |
|                                          |              |                                                  |             | |
|                                          | 1891 (décès) | Jean Marie Raymond Olivier Cavailhès (1811-1891) |             | Propriétaire à Saint-Pierre-de-Trivisy                                                                      |
|                                          |              |                                                  |             | |
| 1895                                     |              | Abel Loup                                        | Républicain | Maire de Vabre                                                                                              |
|                                          |              |                                                  |             | |
| 1922                                     | 1924 (décès) | Raoul Azaïs                                      | RG          | Vice-Président du comice agricole de Castres                                                                |
|                                          | 1940         | Louis Calvet                                     | Radical     | |
| 1940                                     |              |                                                  |             | Les conseils d'arrondissement ont été suspendus par la loi du 12 octobre 1940 et n'ont jamais été réactivés |
| Les données manquantes sont à compléter. |              |                                                  |             | |

## Démographie
| 1962  | 1968  | 1975  | 1982  | 1990  | 1999  | 2006  | 2010  | - |
| ----- | ----- | ----- | ----- | ----- | ----- | ----- | ----- | - |
| 3 001 | 3 455 | 3 040 | 2 936 | 2 598 | 2 322 | 2 325 | 2 275 | - |